# نووحسنوو
نووحسنوو (انگلیسی: Novokhasanovo) یک شهرک در شهرستان بلورتسکی باشقیرستان کشور روسیه است.